# Enmascaramiento sonoro
Cuando el oído está expuesto a dos o más sonidos simultáneos, existe la posibilidad de que uno de ellos enmascare a los demás. Para ser más precisos, cabe definirlo como un efecto producido en la percepción sonora cuando se escuchan dos sonidos de diferente intensidad al mismo tiempo. Al suceder esto, el sonido más débil resultará inaudible, ya que el cerebro sólo procesará el sonido enmascarador.
El sonido de nivel alto posee un efecto de enmascaramiento mayor si el suave tiene una frecuencia cercana.
Podemos dividir el enmascaramiento sonoro entre enmascaramiento temporal y enmascaramiento frecuencial: 

## Enmascaramiento temporal
Se presenta cuando un tono suave se encuentra cercano en el tiempo a otro tono de amplitud más elevada. Según la posición temporal de enmascarante y enmascarado:
1. Post-enmascaramiento: llega primero el tono de mayor amplitud que el de menor quedando de esta forma enmascarado.
2. Pre-enmascaramiento: llega primero el tono de menor amplitud quedando igualmente enmascarado por el de mayor.

## Enmascaramiento frecuencial
Se presenta cuando dos tonos llegan al oído simultáneamente quedando uno de ellos enmascarado por el otro. Se pueden dar dos casos:
1. Sonidos de baja frecuencia enmascaran a los de alta frecuencia.
2. Sonido de alta frecuencia enmascaran a los de baja frecuencia.

Es importante señalar que en el enmascaramiento en frecuencia será más efectivo en el primer caso, ya que un tono de baja frecuencia (grave) enmascara a uno de alta frecuencia (agudo) con más facilidad.

## Aplicaciones
Podemos encontrarnos ambos tipos de enmascaramiento dado un sonido cualquiera. Por lo tanto, estos fenómenos son tenidos en cuenta por ciertos códecs de audio eliminando cierta información que, al fin y al cabo, si se codificaran, serían igualmente inaudibles para el oído humano. El resultado, una mayor compresión de datos.